# Делауеър (залив)
Вижте пояснителната страница за други значения на Делауеър.
Делауеър (на английски: Delaware Bay) е залив на Атлантическия океан от ингресионно-естуарен тип, разположен край източния бряг на САЩ, в щатите Делауеър и Ню Джърси. Дължината му е 80 km, ширината на входа (между носовете Мей и Хинлопен) 18,5 km, в средната част около 40 km. Площта му е 2030 km². Бреговете му са ниски, предимно заблатени. От север в него се влива река Делауеър (484 km). Замръзва само в много студени зими. Приливите са полуденонощни, с височина около 1,5 m.
Първите европейци пристигат тук през XVII век и заварват живеещо индианско население около него.
Между градовете Кейп Мей в Ню Джърси и Луис в Делауеър върви фериботна линия, която прекосява входа на залива. По дъното на залива е прокопан плавателен, с дълбочина 11,8 m към устието на река Делауеър, в което са разположени пристанищните градове Филаделфия и Честър (в Пенсилвания) и Уилмингтън (в Делауеър).